# Centroclisis mendax
Centroclisis mendax är en insektsart som först beskrevs av Navás 1912.  Centroclisis mendax ingår i släktet Centroclisis och familjen myrlejonsländor. Inga underarter finns listade i Catalogue of Life.